# NGC 6593
NGC 6593 (również PGC 61617) – galaktyka eliptyczna (E-S0), znajdująca się w gwiazdozbiorze Herkulesa. Odkrył ją Albert Marth 10 czerwca 1864 roku.